# Пивоварський потік
Пивоварський потік (словац. Pivovarský potok) — річка в Словаччині, ліва притока Турця, протікає в окрузі Мартін.
Довжина приблизно 7.5-8.0 км. Витік знаходиться в масиві Мала Фатра (частина Лучанська Фатра; схил гори Крижава) — на висоті близько 1380 метрів. Протікає територією міста Мартін.
Впадає в Турець на висоті приблизно 390-395 метрів.